# Оженарка
Ожена́рка (чув. Ушанар) — река в России, протекает в Чувашской Республике. Левый приток реки Малый Цивиль.

## География
Река Оженарка берёт начало у деревни Сеспель. Течёт в южном направлении. Выше деревни Оженары (на чувашском Ушанар) на реке устроен большой пруд. Устье реки находится в 80 км по левому берегу реки Малый Цивиль. Длина реки составляет 15 км, площадь водосборного бассейна — 67,5 км².

## Данные водного реестра
По данным государственного водного реестра России относится к Верхневолжскому бассейновому округу, водохозяйственный участок реки — Цивиль от истока и до устья, речной подбассейн реки — Волга от впадения Оки до Куйбышевского водохранилища (без бассейна Суры). Речной бассейн реки — (Верхняя) Волга до Куйбышевского водохранилища (без бассейна Оки).
Код объекта в государственном водном реестре — 08010400412112100000407.